# Sabine Haewegene
Sabine Haewegene, née le 9 mai 1994, est une joueuse internationale française de volley-ball évoluant au poste de réceptionneuse-attaquante au VBC Chamalières, en Ligue A.
Elle mesure 1,76 m et joue pour l'équipe de France depuis 2022.

## Biographie
Originaire de Nouvelle-Calédonie, elle est récompensée de ses bonnes prestations pour sa première saison dans le Championnat de France avec son club d'Évreux, en étant appelée pour la première fois en équipe de France pour la Ligue européenne 2022. Elle dispute auparavant, le 13 mai à Rennes — Salle Colette-Besson —, son premier match lors d'une opposition amicale face au Portugal où les Bleues l'emportent par 3 set à 0.

## Clubs
- CSM Clamart (2016–2019)
- Évreux Volley-ball (2019–2022)
- VBC Chamalières (2022–)

## Palmarès

### En sélection nationale
- Challenger Cup (1) : 
  -  Vainqueur en 2023.

- Ligue européenne (1) : 
  -  Vainqueur en 2022.

- Tournoi de France (amical) : 
  - Finaliste en 2022.

### En club
- Championnat de France Élite (1) :
  - Vainqueur en 2021.
  - Finaliste en 2017.